# CFD Réseau de la Dordogne
Le Réseau de la Dordogne de la compagnie de chemins de fer départementaux (CFD), est  issu de la fusion de deux réseaux  construits à voie métrique et affermés à la compagnie CFD en 1926. Il est situé dans le département de la Dordogne. Il a été mis en service en 1888 et fermé en 1949.

## Le réseau

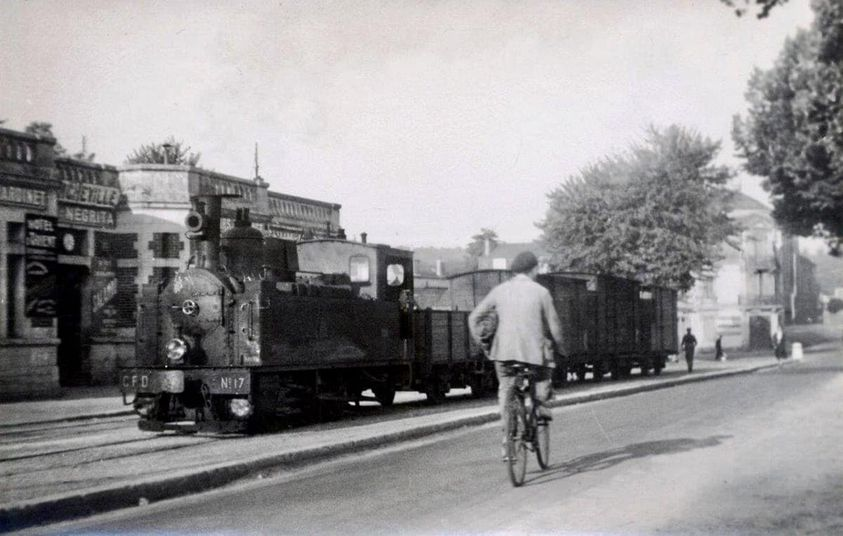
Locomotive n°17 en gare de Périgueux

Le réseau de la Dordogne est issue de la fusion de deux compagnies, qui ont obtenu respectivement, la concession  du premier et deuxième réseau de chemin de fer d’intérêt local dans le département de la Dordogne :
- la Société des Chemins de Fer du Périgord
- la Société des Tramways de la Dordogne

## Exploitation par la compagnie CFD
Le département rachète les concessions des deux compagnies et  assure l'exploitation en régie à partir de 1921. Le réseau est ensuite affermé à la compagnie des CFD en 1926 (décret du 17 février).
Le 1er décembre 1934, sont supprimées les lignes suivantes : 
- Saint-Yrieix-la-Perche - Thiviers, (33 km),
- Saint-Pardoux-la-Rivière - Saint-Mathieu, (39 km),
- Villefranche-du-Périgord - Sarlat, (53,6 km)

L'exploitation ferroviaire cesse sur les lignes restantes aux dates suivantes :
- Périgueux - Saint-Pardoux-la-Rivière, le 1er janvier 1949 ,(53 km),
- Périgueux - Bergerac, le 1er avril 1949, (56 km),
- Périgueux - Saint-Yrieix-la-Perche, le 1er juillet 1949, (75 km)

## Gares de jonctions
Le réseau possédait les gares de jonction suivantes :
- Gare de Périgueux avec le PO puis la SNCF
- Gare de Bergerac avec le PO puis la SNCF
- Gare de Saint-Yrieix (87) avec le PO puis la SNCF
- Gare de Thiviers avec le PO puis la SNCF
- Gare de Saint-Pardoux-la-Rivière avec le PO puis la SNCF
- Gare de Villefranche-du-Périgord avec le PO puis la SNCF
- Gare de Saint-Mathieu (87) avec les Chemins de fer départementaux de la Haute-Vienne

## Matériel roulant
Provenant des chemins de fer du Périgord:
- Locomotives 030T bicabine, N°1 à 10, construites par les ateliers Blanc-Misseron, poids à vide 16,5 tonnes.

- 27 voitures , dont quatre à bogies,

- 136 wagons de marchandises

Provenant des Tramways de la Dordogne:
- Locomotives 030T type 245, N° 1 à 16 (Puis 11 à 26 lors de la fusion des deux réseaux), livrées par Pinguély en 1906, N°constructeurs (245 à 260), poids à vide 17 tonnes
- 15 Voitures à bogies et plateformes extrêmes :N° AB 1 à 15
- 15 fourgons
- 79 wagons de marchandises

### Matériel complémentaire acquis par la régie départementale
- 2 automotrices pétroléo-électriques à bogies livrées par les établissements Crochat à partir de l'année 1924, elle seront démolies en 1943.

### Matériel complémentaire fourni par les CFD
- 12 autorails de type A80D1 livrés par les Établissements Billard  à partir de l'année 1937.

- 3 locotracteurs numéros 650 à 652 construits sur des châssis de 030t (n°26,17,11) construits entre 1946 et 1948 au dépôt des Jalots à Périgueux[3].